# 先鋒 (公司)
先鋒公司（日語：パイオニア株式会社，羅馬化：Paionia Kabushiki-gaisha），早期中文譯名「百音玲」，是一家總部位於日本東京都的跨國公司，精於消費電子產業。該公司於1938年在東京創立，當時是一家無線電與揚聲器維修店，現時已被香港霸菱亞洲投資收購成為子公司。
先鋒協助改革互動式有線電視、鐳射影碟播放器、首個車用CD播放器、首個可分離式汽車音響、Supertuner技術、DVD與DVD燒錄機/錄影機、電漿顯示屏與OLED。該公司不但協助硏發光碟與顯示技術及軟體產品，同時也是生產廠商。

## 歷史
- 1936年11月5日，基督徒松本望在教会事業部所屬福音商会提供場地下，福音商會電機製作所（Fukuin Shokai Denki Seisakusho）於大阪設立。
- 1937年，研發出A-8動圈式揚聲器，建立品牌「先鋒牌」（Pioneer）。但日本因蘆溝橋事變而強化經濟管制，教會認定像揚聲器這種奢侈品不好賣，遂中止金援，製作所被迫關門。
- 1938年1月，松本望至東京重新開辦福音商會電機製作所，後來公司以此為創業點。
- 1941年8月，設立有限會社福音電機製作所（Fukuin Electric Works, Ltd.[3]），二戰後其英文社名亦用作商業名稱。
- 1947年5月，二戰後組成福音電機株式会社（Fukuin Electric Co., Ltd.[3]）、吸收合併福音電機製作所。
- 1953年12月，推出高傳真揚聲器PE-8。
- 1961年6月，福音電機更名為先鋒株式會社（Pioneer Electronic Corporation），社名與商標名合一。10月，於東京證券交易所掛牌上市。
- 1962年6月，推出世上首個組件式立體音響系統。
- 1966年3月，於歐洲及美國創立銷售公司。
- 1968年2月，於東京證券交易所第一部掛牌。4月，於大阪證券交易所掛牌上市。
- 1969年2月，於阿姆斯特丹證券交易所（現時的Euronext）掛牌上市，開始美國的GAAP統一財務報表。
- 1975年11月，推出首個組件式汽車音響。
- 1976年12月，於紐約證券交易所掛牌上市。
- 1977年12月，在美國推出世上首個雙向定址式有線電視系統（與時代華納有線電視合作）。
- 1979年2月，推出工業用LD播放器。
- 1980年6月，於美國推出家用LD播放器VP-1000。
- 1981年10月，於日本推出家用LD播放器。
- 1982年10月，推出商用LD卡拉OK系統。11月，推出CD播放器。
- 1984年9月，推出世上首個兼容CD與LD的LD組合播放器CLD-9000。10月，發售世上首個車用CD播放器。
- 1985年12月，推出40寸投影顯示屏。
- 1990年6月，推出世上首個可播放CD的GPS汽車導航系統。
- 1992年10月，推出世上首個4xCD-ROM自動換片裝置。
- 1996年6月，所沢市廠房獲得ISO 14001認證。12月，推出DVD/CD播放器與世上首個兼容DVD/LD/CD的家用播放器DVL-9。
- 1997年5月，開始於歐洲供應數位衛星廣播機頂盒。6月，推出世上首個 可播放DVD的GPS汽車導航系統。10月，推出世上首個DVD-R驅動器。11月，推出世上首個使用OEL的汽車音響產品。12月，出世上首個消費級高清50吋電漿顯示器。
- 1998年6月，推出世上首個可播放8.5GB雙層DVD光碟的GPS汽車導航系統。10月，使用現行全世界通用商標。
- 1999年4月，開始在美國供應數位有線電視機頂盒。12月，推出世上首個兼容DVD-RW格式的DVD燒錄機。6月，英文社名改為Pioneer Corporation。
- 2000年3月， 東北先鋒於東京證券交易所第二部掛牌上市。
- 2001年6月，推出擁有硬盤的GPS汽車導航系統。7月，使用全球品牌口號“sound.vision.soul”。
- 2002年11月，推出擁有無線通訊模組的GPS汽車導航系統；推出內建硬碟的DVD錄影機。
- 2003年3月，推出擁有高清晰度電視訊號接收能力的數位有線電視機上盒。9月，電腦用DVD燒錄機全球出貨量超過500萬部。
- 2004年7月，推出世上首部供專業DJ與VJ使用的DVD播放器DVJ-X1。9月，完成轉移NEC的電漿顯示器業務，先鋒電漿顯示器公司（前NEC電漿顯示器公司）於同年10月1日開始營運[4][5]
- 2006年1月，總裁伊藤周男與董事長松本冠也（松本望之子），因近期DVD錄影機與電漿電視製造業務不佳而下台；董事會指已委任副總裁須藤民彥為新總裁，於1月1日生效。4月，推出首部PC用Blu-Ray Disc燒錄機「BDR-101A」。6月，推出全球首部50吋FHD電漿顯示器「PDP-5000EX」。12月，於美國推出首部家用Blu-Ray Disc播放機「BDP-HD1」。
- 2014年9月12日 出售旗下AV（音響/影像）機器事業的子公司Pioneer Home Electronics給安橋（Onkyo），以换取安橋14.95%股權，成為安橋第3大股東。[6]
- 2015年3月，先锋公司将其DJ设备业务部门出售给了科尔伯格-克拉维斯-罗伯茨，这导致了先锋DJ作为独立公司成立，独立于先锋公司。
- 2018年12月10日，霸菱亞洲投資基金（Baring Private Equity Asia）以1020億日圓（約283.15億元台幣）收購先鋒為全資子公司，轉務地圖和數據融合的新業務。除從東京證券交易所下市外，原董事會除社長森谷浩一外幾乎全部撤換，裁退15%的員工3000人。該公司因LD和電漿顯示器業務陸續失敗，汽車導航系統也不敵智慧手機而沒落。[7]
- 2025年6月26日，群創子公司CarUX宣布與全球性投資機構EQT簽訂協議，將以股權價值1,636億日圓收購 Pioneer 100%股權。[8][9]

## 品牌
- Pioneer 先鋒 - 家用及車用電子產品
- Pioneer Elite（只於美國發售）- Hi-End家用影音電子產品
- Carrozzeria（只於日本發售）- 車用影音/導航電子產品
- Pioneer Premier（只於美國發售） - Hi-End車用影音/導航電子產品
- TAD - Hi-End 影劇院揚聲器 / Hi-End 專業喇叭單體

## 企業標誌

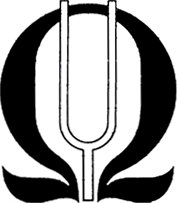
福音時期舊企業標識「Ω＋音叉」，於1950年代改版
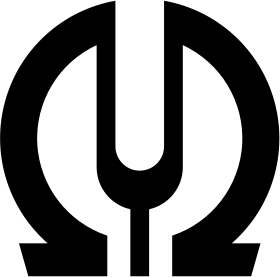
1950年代啟用的福音及先鋒時期舊企業標識，被現行標識統一取代
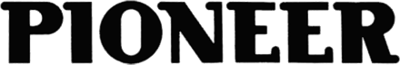
1960年代更名先鋒後的舊英文商標，常搭配企業標識，被1969年版取代
1969年版舊英文商標搭配企業標識，被現行標識統一取代[10]
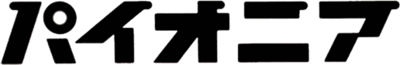
1960年代更名先鋒後的舊片假名商標，常搭配企業標識，被現行標識統一取代
1998年10月1日啟用的現行標識[10]

## 外部連結
- 先鋒日本網站 （页面存档备份，存于）
  - http://pioneer.jp/corp/info/history/contents/ （页面存档备份，存于）
  - 先鋒全球網絡（页面存档备份，存于）
- 先锋中国网站（页面存档备份，存于）
- 先鋒香港網站（页面存档备份，存于）
- 先鋒台灣網站（页面存档备份，存于）
- 先鋒Pro-DJ網站（页面存档备份，存于）
- YouTube上的PIONEER Electronics 50 Year History
- YouTube上的Pioneer's Speaker History